# W3펄
W3펄(W3Perl)은 자유 소프트웨어 로그파일 분석기이다. Web/FTP/Mail/CUPS/DHCP/SSH 및 스퀴드 로그파일들의 구문을 분석할 수 있다. 대부분의 주요 웹 로그파일 포맷들을 지원한다. 로그파일 접근 권한이 없을 경우 페이지 태깅과 카운터도 지원한다. 출력은 HTML 페이지를 통해 그래픽 및 정렬 가능 테이블로써 표현된다. 통계는 단일 명령줄 또는 웹 브라우저를 통해 실행이 가능하다.

## 같이 보기
- 데이터 로거
- 로그파일
- 웹 애널리틱스